# ميلكور موزكيز
ميلكور موزكيز (بالإسبانية: Melchor Múzquiz) (و. 1790 – 1844 م) هو سياسي، وعسكري محترف من المكسيك .